# Широ Такатани
Широ Такатани е съвременен японски художник.

## Биография
Роден е на 15 октомври 1963 година в Нара, Япония. Учи в Университета по изкуства в Киото.
Съосновател и творчески директор на групата „Дъмб тайл“ от 1984 г. насам. От 1998 година насам развива и солова творческа кариера.
Дъмб тайп започват да набират световна популярност и разпознаваемост с тяхното мултимедийно шоу Pleasure Life (1988), а по-късно и с pH (1990 – 1995) и S/N (1992 – 1996).
След първата си инсталация „Замръзнали рамки“ през 1998 година за „Канон“ Артлаб Такатани е канен като гостуващ артист от музеи, фестивали и театри по целия свят.
Живее и твори в Киото.

## Творчество
Творчеството на Такатани е модерно, изчистено, абстрактно. Въвлича и изследва цветовете. Използва мултимедийни елементи и високотехнологични решения за визуализации на сцената.
През 2005 година от Музея за естествена история на Латвия в Рига е поканен да създаде две видео инсталации за груповата изложба „Разговори със сняг и лед“ – Ice Core и Snow Crystal / fiber optic. Изложбата е посветена на научната работа на Укичиро Накайа. Тази изложба е една от номинираните за Наградата на Декарт за отлични постижения в обяснението на научните явления през 2007 г.
На следващата година е покакен в Австралия да представи инсталацията Chrono в Мелбърн, като част от програмата за обмен Австралия-Япония „Rapt! 20 съвременни художници от Япония“, поръчана от Фондация Япония.
Участва и в триседмичната британска експедиция „Cape Farewell“ (културен отговор на изменението на климата) в Арктика, с учени, писатели, журналисти и други автисти от цял свят. Свързаната групова изложба след експедицията е представена в Националния музей за нови науки и иновации в Токио през 2008 г.
Последните му творения включват лазерната инсталация „Мълчанието“ (2012), поръчана от Радар, инсталацията Composition (2013) за биеналето Шаржа в Обединените Арабски емирства и едно от първите анимационни произведения за 3D MATRIX WATER, открит на изложбата „Роботично изкуство“ в Париж през 2014 г.

### Инсталации
- Toposcan / Baden-Württemberg (2016)
- MEMORANDUM OR VOYAGE – Dumb Type (2014), по поръчка на Музея за съвременно изкуство в Токио
- Liquid animation за 3D WATER MATRIX (2014)
- Toposcan (2013)
- frost frame Europe 1987 (2013)
- mirror type k2 (2013)
- Composition (2013)
- silence (2012)
- photo-gene (2007)
- Chrono (2006), по поръчка на Фондация Япония, като част от Австралийско-Японския обмен „Rapt! 20 съвременни артиста от Япония“
- Ice Core (2005), по поръчка на Музея за естествена история на Латвия, Рига, като част от изложбата „Разговори със снега и леда“
- Snow Crystal / fiber optic type (2005)
- Camera lucida (2004), постоянна колекция на Токийския метрополитен музей на фотографията
- optical flat / fiber optic type (2000), постоянна изложба на Националния музей на изкуствата в Осака
- frost frames (1998)

### Перформанси
- La chambre claire (2008)
- CHROMA (2012), Шига
- CHROMA – концертна версия (2013)
- ST/LL (2015), Шига